# Åke Hedtjärn
Åke Gösta Hedtjärn (født 26. august 1907 i Karlstad, død 25. januar 1990 i Stockholm) var en svensk bygningsingeniør og byplanlægger. I forbindelse med det 20. århundredes store totalfornyelse af Norrmalm, kom Hedtjärn som projektchef til at personificere de meget kritiserede nedrivninger af Klara-kvarteret
bl.a. i selskab med finansborgmesteren Hjalmar Mehr og omegnsborgmesteren Joakim Garpe.

## Hedtjärns karriere
Åke Hedtjärn dimitterede fra Kungliga Tekniska högskolan (KTH) i Stockholm 1931 og blev herefter ansat som ingeniør for vejanlæg, brobygning, anlægsarbejde samt kommunalteknisk arbejde fra 1931–37. Fra 1937-39 arbejdede han i Linköpings kommuns ingeniør- og byggeafdeling, for herefter at få en livslang stilling i Stockholms kommuns byggeafdeling fra 1939–72. Han blev chef for Norrmalms totalfornyelse fra 1951–72 og for saneringsafdelingen i perioden 1960–72. Han var desuden medlem af Nedre Norrmalmskomitéens arbejdsudvalg i 1951, administrerende vicedirektør for AB Strada 1964–72 og aktiv som konsulent fra 1973.

## Privat
Åke Hedtjärn var gift med gymnastikdirektør Eivor Almström; et ægteskab der blev indgået i 1934.